# Yordanis Arencibia
Yordanis Arencibia, född den 24 januari 1980, är en kubansk judoutövare.
Han tog OS-brons i herrarnas halv lättvikt i samband med de olympiska judotävlingarna 2004 i Aten.
Han tog OS-brons igen i herrarnas halv lättvikt i samband med de olympiska judotävlingarna 2008 i Peking.